# Davy Jones (Pirati dei Caraibi)
Davy Jones è un personaggio immaginario e uno dei due antagonisti principali della popolare serie cinematografica Pirati dei Caraibi.
Davy Jones è l'oscuro signore degli abissi e dei sette mari, capitano dell'Olandese volante, oltreché l'acerrimo nemico del capitano Jack Sparrow e di Will Turner. Insieme alla sua ciurma, l'aspetto di Jones è interamente realizzato al computer. I movimenti del personaggio sulla pellicola sono stati riprodotti utilizzando la motion capture, in cui le movenze dell'attore Bill Nighy sono state convertite in immagini digitali. Nei contenuti speciali del DVD Pirati dei Caraibi - La maledizione del forziere fantasma viene detto che per realizzare la barba di tentacoli di Jones gli ideatori del personaggio si sono ispirati alla lunga barba del famigerato pirata Barbanera (il quale appare nel quarto film della saga come antagonista principale).

## Caratteristiche

### Aspetto e nome
Davy Jones viene rappresentato come il capitano di un equipaggio composto da esseri per metà umani e per metà creature marine: lui stesso ha corpo da uomo, tentacoli da polpo come barba, il ventre di un polpo sulla nuca, un lungo tentacolo al posto dell'indice della mano destra, un'enorme chela di granchio al posto della mano sinistra e una zampa di granchio (che assomiglia molto ad una gamba di legno) al posto della gamba destra. Gli unici tratti umani rimasti sono i suoi occhi azzurri infossati in due occhiaie rosse. Indossa sempre un grande cappello tricorno la cui forma ricorda le corna del demonio, come riferimento al suo soprannome "Diavolo del mare". I suoi vestiti sono laceri e ricoperti di incrostazioni marine e, poiché quasi sempre bagnati, si mostrano più scuri di quanto sono veramente, generalmente dal grigio scuro al verde scuro.
A volte, inoltre, viene soprannominato solo col pronome "Lui".

### Poteri e abilità
Davy Jones possiede un gran numero di abilità soprannaturali. È in grado di teletrasportarsi a bordo delle navi in mare e può passare attraverso oggetti solidi. Il suo equipaggio è vincolato ad ogni suo ordine e la sua nave fantasma, l'Olandese Volante, è in grado di viaggiare sott'acqua.
Jones è immortale, capace di sopravvivere a ferite che sarebbero fatali per i mortali, sebbene non impermeabile al dolore. In particolare, è stato in grado di tagliare il suo cuore e lasciarlo disincarnato; questo diventa presto la sua unica vera debolezza, poiché il cuore può essere posseduto da altri e utilizzato per ucciderlo o sfruttarlo sotto il suo controllo.
Può rintracciare qualsiasi anima che gli è dovuta usando la "macchia nera", che qualsiasi membro del suo equipaggio può usare per marcare una vittima, ma solo Jones stesso può rimuoverla. Jones ha anche il potere di controllare il Kraken, un mostro marino che può distruggere le navi a comando.
Jones non può calpestare la terraferma tranne una volta ogni 10 anni. Ci sono delle scappatoie, tuttavia; può stare in piedi e persino camminare dato che il suo percorso ha secchi d'acqua di mare per lui dove appoggiare i piedi (come si è visto durante il colloquio su un'isoletta di sabbia in Ai confini del mondo), e può anche mandare a terra il suo equipaggio in sua assenza.
In un confronto fisico, la fisiologia mutata di Jones gli offre anche vari vantaggi. I suoi tentacoli facciali gli permettono di manipolare gli oggetti con la destrezza di un cefalopode e con maggiore versatilità, come si vede quando suona l'organo; le sue mani non umane possono così essere lasciate libere, in modo che sia in grado di trattenere le braccia di Mercer mentre lo soffoca creativamente con i tentacoli. Il suo dito tentacolare gli consente di esercitare una presa molto più forte e controllare la sua spada, e la sua chela di granchio è abbastanza forte per fermare gli attacchi in mischia e piegare o recidere le lame delle spade. Dimostra anche una forza sovrumana più generale quando lancia Jack dalla trave usando solo il braccio destro.
È anche un abilissimo marinaio, un abile spadaccino e un eccellente suonatore d'organo.

### Personalità
Viene identificato come il Diavolo dal suo equipaggio: è crudele, astuto, spietato, avido, omicida e noncurante di altre persone; questi tratti lo rendono simile a Cutler Beckett. Malvagio, orgoglioso e nichilista, ha anche cercato di costringere Jack Sparrow a lasciargli Will e portargli 100 anime sapendo che Sparrow è contro la schiavitù. Escluso chi riesce a raggiungere un accordo con lui, Davy Jones si presenta come un nemico estremamente temibile, privo di esitazione o remore. A differenza del codardo Beckett, Jones è coraggioso e audace, e può essere molto spaventoso e irascibile per dimostrare che fa sul serio. Diventa più pericoloso quando capisce di essere stato imbrogliato: infatti quando Jack Sparrow rivelò che non aveva reclutato 100 anime da dare a lui in cambio della sua (non potendo costringere sé stesso a fare una cosa orribile), ma che era invece andato a prendere il suo cuore per ricattarlo a lasciare lui e la sua ciurma in pace, Jones cominciò a sparare alla Perla Nera cercando di affondarla nuovamente per dare dolore a Sparrow sapendo quanto tiene alla nave. Probabilmente a causa del tradimento della sua amata Calypso, Jones è estremamente convinto della crudeltà e infelicità della vita; esplicativa di questa sua visione è infatti la sua frase: "La vita è crudele! Oltre la vita dovrebbe essere differente?". La sua natura appassionata è raramente mostrata agli altri, come quando suona il suo tema all'organo a canne mentre versa una lacrima su Calypso e alla fine la incontra a bordo della Perla Nera. In tempi di intensa angoscia emotiva, Jones usa il suo organo per sfogare la sua rabbia e sofferenza. Nonostante la malvagità, l'ira e l'amarezza che lo caratterizzano, Davy Jones ha un represso sentimento di amore e bontà: anche dopo essere stato tradito da Calypso, Jones la ama ancora, e il suo nome è infatti l'ultima parola che pronuncia prima di morire.
Davy Jones parla con un forte accento scozzese, accentuato da vari tic vocali e facciali, che lo rendono ancora più inquietante. La sua risata tipica è untuosa e beffarda.

## Biografia

### Passato
Jones viene nominato per la prima volta nel primo film (La maledizione della prima luna) da Will Turner quando minaccia di spararsi sulla Perla Nera: la battuta originale in inglese è infatti "Fate come dico o mi dovrete cercare nello scrigno di Davy Jones!" mentre la battuta italiana è completamente diversa ("Fate come vi dico o dovrete prendermi in fondo al mare!").
Davy Jones nasce in Scozia ed era inizialmente un gran marinaio e un lupo di mare. Ad un certo punto egli si innamorò della dea dei mari Calypso; la dea offrì all'amato l'immortalità, ma siccome questa aveva un prezzo gli affidò il compito di traghettare le anime dei morti in mare nel regno dell'aldilà, con la possibilità di sbarcare a terra solo una volta ogni dieci anni. Per questo compito, Calypso diede a Davy Jones il comando dell'Olandese Volante, la nave immortale. Jones fece il suo dovere per dieci anni, ma il giorno in cui poté toccare terra e incontrare la sua amata non la trovò e scoprì di essere stato tradito. Addolorato e furente, si cavò il cuore dal petto e lo mise in un forziere nascondendolo sull'isola chiamata Isla Cruces.
Con l'aiuto del primo ordine dei Pirati Nobili, Jones, per vendicarsi, riuscì a rinchiudere con i nove pezzi da otto l'anima di Calypso stessa in forma umana, in modo che quest'ultima non potesse più uscirvi tranne quando rievocata dai nove membri dei Pirati Nobili che l'avevano imprigionata. Jones decise inoltre di non svolgere più il compito da lei assegnato, e a causa di questa sua trasgressione lui e il resto della ciurma si trasformarono nel tempo in esseri mostruosi metà uomini e metà pesci: la magia del mare aveva maledetto così Jones e i suoi uomini, che si dedicarono in eterno a distruggere ed uccidere chiunque incrociasse il loro cammino.
Nella serie di libri per ragazzi Pirates of the Caribbean: Jack Sparrow, che narra le avventure adolescenziali di Jack Sparrow, si narra che Davy Jones cercò di impossessarsi della spada di Cortés e di un magico orologio che aveva il potere di viaggiare nel tempo. Entrambi questi tentativi vennero però ostacolati dal giovane Jack Sparrow. Nel romanzo prequel Pirates of the Caribbean: The Price of Freedom di A.C. Crispin, Davy Jones venne evocato alla Baia dei Relitti dalla Fratellanza Piratesca per riconoscere Borys Palachnik come uno dei pirati ribelli che stavano violando il Codice piratesco. Intanto, un giovane ma non più adolescente Jack si vide bruciare e affondare la sua nave di allora, la futura Perla Nera, da Cutler Beckett per rappresaglia; Jack era un dipendente della Compagnia delle Indie Orientali e si rifiutò di trasportare un carico di schiavi per conto di Beckett. Quando poi si tuffò disperato in acqua per raggiungerla, incontrò Davy Jones e fece un patto: se quest'ultimo avesse recuperato la Perla Nera inabissata, Jack Sparrow ne sarebbe divenuto capitano e sarebbe stato libero, ma dopo tredici anni avrebbe dovuto donargli la sua anima.

### La maledizione del forziere fantasma
Nel secondo film Davy Jones richiede l'anima di Jack Sparrow, in quanto i 13 anni sono ormai trascorsi. Jack, tuttavia, è riluttante a consegnargli la propria anima, e perciò Jones manda contro la Perla Nera il Kraken, una terribile bestia marina mitologica ai suoi ordini, dato che non potendo uccidere Jack (a causa del debito che non stabiliva la morte di Sparrow ma la sua consegna a Jones), lo affonda insieme alla Perla Nera e li trascina nel limbo all'interno del suo scrigno per non aver saldato il suo debito. Nel frattempo, James Norrington si appropria del cuore di Davy Jones, che consegna a Cutler Beckett, ora governatore della Compagnia delle Indie Orientali.

### Ai confini del mondo
Nel terzo film, Davy Jones e la sua ciurma sono sotto il controllo di Cutler Beckett. Quest'ultimo è infatti in possesso del suo cuore e minaccia di ucciderlo qualora non rispetti i suoi ordini. Beckett ordina a Jones di affondare le navi dei pirati, ma quando vede che il Diavolo del mare non lascia sopravvissuti, fa trasferire il cuore e un presidio di soldati della Compagnia sotto il comando dell'ammiraglio James Norrington direttamente a bordo dell'Olandese affinché Jones rispetti i suoi ordini alla lettera. Più tardi, a Jones viene ordinato di attaccare la nave del Pirata Nobile Sao Feng. Dopo l'attacco, tra i pirati catturati c'è anche Elizabeth Swann, nominata capitano da Sao Feng alla sua morte. L'ammiraglio Norrington, da sempre profondamente innamorato di Elizabeth, aiuta lei e i pirati prigionieri a sfuggire dall'Olandese Volante. Questo gesto gli costerà la vita in quanto viene ucciso da Sputafuoco Bill Turner, che si trova in un totale stato di follia. Con la morte di Norrington, Davy Jones e la sua ciurma tentano quindi un ammutinamento contro i soldati della Compagnia che viene però sedato da Ian Mercer, secondo di Beckett, che assume il comando dell'Olandese Volante.
Davy Jones viene poi a sapere che Jack Sparrow è riuscito a scappare dallo scrigno e che la ciurma della Perla Nera si sta dirigendo alla Baia dei Relitti, dove si terrà il quarto Consiglio della Fratellanza in cui i pirati hanno intenzione di liberare Calypso. Davy Jones si reca quindi di nascosto a bordo della Perla Nera dove incontra Calypso dopo tanti anni. I due discutono del suo tradimento, ma Jones non rivela alla dea che era stato lui a dire al Consiglio della Fratellanza come imprigionarla. Calypso, ignara di questo fatto, dice che quando sarà libera gli darà eterno amore, mentre lui le fa capire che sarà legato a lei per sempre nonostante tutto.
Il giorno seguente, mentre si tiene il rito che dovrà liberare Calypso, Will Turner le rivela che fu Jones a tradirla. Lei ritorna alla sua forma divina e scompare nelle acque, rifiutandosi di aiutare i pirati o Jones. La sua furia crea un gigantesco maelstrom attorno al quale si tiene la battaglia finale tra la Perla Nera e l'Olandese Volante. Durante la battaglia, Jones trafigge a morte Will, ma viene poi ucciso quando il suo cuore viene pugnalato dal morente Will con l'aiuto di Jack. Davy Jones, in punto di morte, sussurra il nome di Calypso prima di precipitare nel maelstrom.

### La vendetta di Salazar
Nella scena dopo i titoli di coda del quinto film, Will, di nuovo mortale e liberato dalla maledizione dell'Olandese Volante grazie alla distruzione del Tridente di Poseidone (che aveva il controllo su tutti i fenomeni e le magie dei mari) sta dormendo assieme a Elizabeth nella loro casa. Sul pavimento della stanza si staglia un'ombra che si avvicina zoppicante al letto dei due coniugi: è l'ombra di Davy Jones, tornato probabilmente in vita anche lui a causa della distruzione del Tridente. Quando il mostro sta per assalire la coppia, Will si sveglia di soprassalto e nota che in realtà la stanza è vuota. Credendo che si sia trattato solo di un incubo torna a dormire, non notando però dei cirripedi sul pavimento accompagnate dai rumori dei passi di Jones che si allontana, conferme definitive dell'effettivo passaggio del redivivo capitano dell'Olandese.

## Lo Scrigno di Davy Jones
Lo Scrigno di Davy Jones è un'isola di sabbia completamente deserta che si trova al confine tra il regno dei vivi e quello dei morti. L'isola, come narra la stessa Tia Dalma, non è un luogo di morte, bensì un luogo di punizione dove vengono confinati coloro che hanno avuto in passato debiti con Jones che però non sono riusciti a saldare. Una volta confinati sull'isola è quasi impossibile fuggire, come dice Hector Barbossa "È qui! Davy Jones non lascia mai andare quello che prende!": si può morire per pazzia, o soltanto diventare pazzi a causa delle allucinazioni (come ad esempio Jack Sparrow). Sull'isola si possono trovare nella sabbia molti resti di navi che in passato furono confinate e che sfortunatamente non riuscirono più a fuggire. Gli unici animali che ci vivono sono dei granchi bianchi assomiglianti a sassi. Stranamente Jack sembrava essere l'unico umano presente nell'intero deserto dello scrigno anche se questo è probabilmente perché non è morto: difatti tutti gli altri prigionieri dello scrigno (quelli veramente morti) sono ora solo anime di corpi squartati dal Kraken.